# Tai Orathai

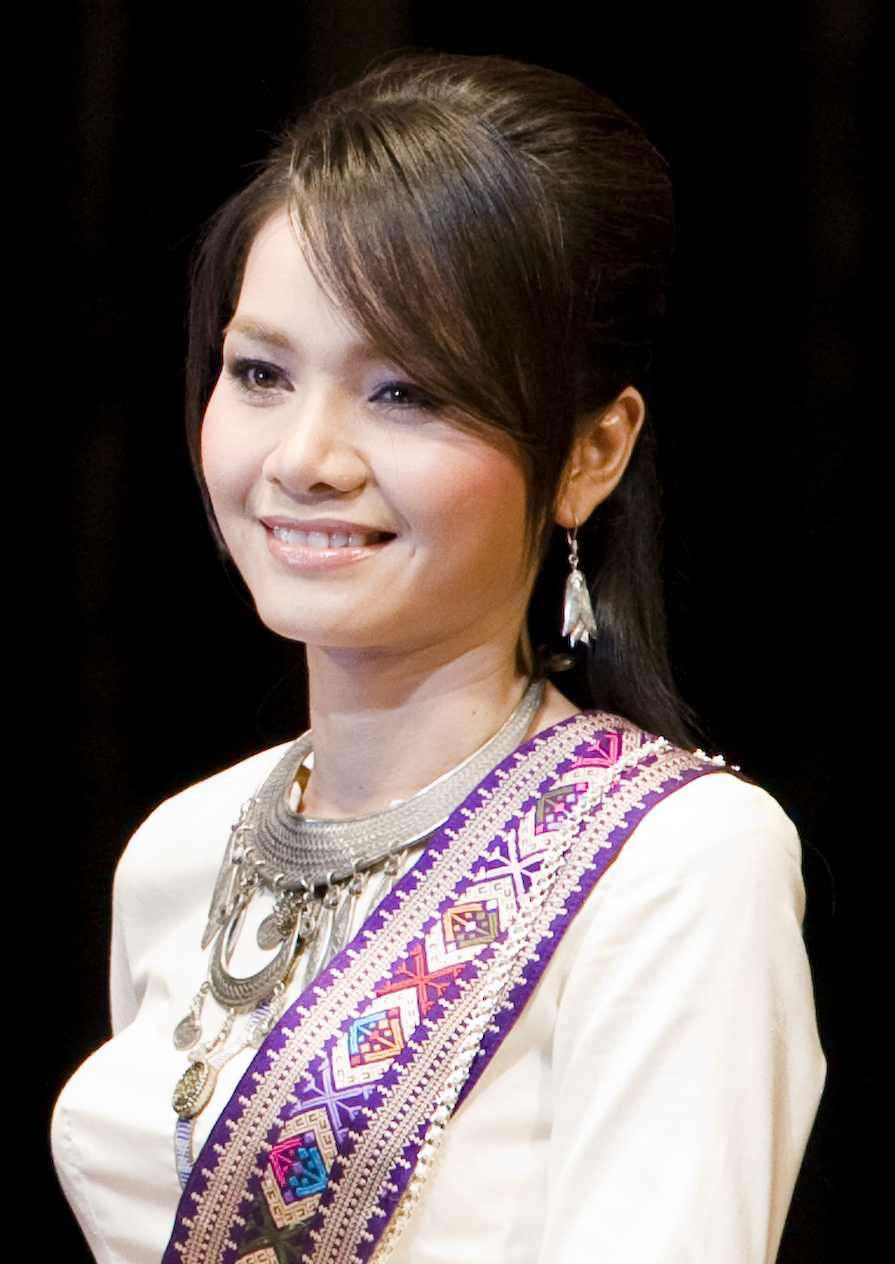
Tai Orathai, 2009

Tai Orathai (Thai: ต่าย อรทัย, Aussprache: [tàːj ʔɔːráʔtʰaj], alternative Schreibweise: Tai Oratai; * 27. März 1980 in Ban Khum, Provinz Ubon Ratchathani, Thailand) ist eine Luk-Thung-Sängerin aus der Provinz Ubon Ratchathani in Thailand.

## Namen
Tais Geburtsname ist Orathai Dapkham (อรทัย ดาบคำ). Ihr Rufname ist Tai.

## Leben und Karriere
Tai Orathai ist am 27. März 1980 in dem Dorf Khum im Landkreis Na Chaluai, Provinz Ubon Ratchathani geboren. Die Provinz Ubon Ratchathani liegt in der Nordost-Region von Thailand, dem so genannten Isan. Sie hat an der Ramkhamhaeng-Universität studiert und 2009 ihren Abschluss gemacht. Sie war die erste Luk-Thung-Sängerin, die 1 Million Alben verkaufte.
Tai und ihre vier Geschwister wuchsen, nachdem sich die Eltern getrennt hatten, bei ihrer Großmutter auf. Mit nur 11 Jahren musste sie sowohl ihrer Großmutter im Haushalt helfen als auch auf ihre Geschwister aufpassen. Nach der Senior High School arbeitete Tai unter anderem in einer pharmazeutischen Fabrik, um genügend zu verdienen, damit sie ihre Großmutter und ihren kleineren Bruder unterstützen konnte.
Ihrer ersten kleinen Auftritte gab Tai während des letzten Jahres der Junior High School, was ihr beim Children’s Day ihrer Schule die ersten Einnahme in Form von 5 oder 10 Baht Trinkgelder brachte. Derzeit hat Tai einen Vertrag mit GMM Grammy.

## Alben (Auswahl)
1. Dok Yah Nai Pah Poon (ดอกหญ้าในป่าปูน)
2. Khor Jai Kun Naow (ขอใจกันหนาว)
3. Kon Glai Mur Glai Bahn (คนใกล้เมื่อไกลบ้าน)
4. Song Jai Mar Glai Chid (ส่งใจมาใกล้ชิด)
5. Mar Jark Din (มาจากดิน)
6. Mai Rong Hai Mai Chai Mai Jeb (ไม่ร้องไห้ ไม่ใช่ไม่เจ็บ)